# Panchrysia ornata
Panchrysia ornata ist ein Schmetterling (Nachtfalter) aus der Familie der Eulenfalter (Noctuidae). 

## Merkmale
Die Flügelspannweite der Falter beträgt 32 bis 40 Millimeter. Sie haben graubraune Vorderflügel in deren Mittelfeld sich ein silberweißes Zeichen in Form des Buchstaben V mit einem darüber liegenden Kreis oder Strich abhebt. Ein großer sowie drei kleine silberweiße Punkte schließen sich in Richtung Außenrand an. Das Mittelfeld ist durch zwei doppelte weißliche Querlinien begrenzt, das innere Paar beschreibt einen spitzen Winkel nach außen, das äußere läuft in einer Welle nahe am Apex aus. Die Hinterflügel sind zeichnungslos graubraun, am Saum leicht verdunkelt. Der Thorax ist pelzig behaart und mit einigen Haarbüscheln versehen, der Saugrüssel ist gut entwickelt.

### Ähnliche Arten
Espers Wiesenrauten-Silbereule (Panchrysia v-argenteum) zeigt zwar nahezu identische silberweiße Zeichnungselemente auf den Vorderflügeln, unterscheidet sich jedoch deutlich durch die rotbraune Grundfarbe.

## Verbreitung und Lebensraum
Panchrysia ornata kommt vom Ural durch Sibirien, der Mongolei und weiter östlich über die Gebirgszüge Sichote-Alin und Paektusan bis nach Kamtschatka und zur Pazifikküste vor. Die Art wurde noch in einer Höhe von 2400 Metern nachgewiesen. Sie besiedelt bevorzugt feuchte Laubwälder.

## Lebensweise
Die Falter von Panchrysia ornata bilden eine, in klimatisch günstigen Lagen auch zwei Generationen pro Jahr aus. Hauptflugzeit sind die Monate Juli und August. Die Nahrungspflanzen der Raupen sind zurzeit unbekannt.